# Parafia Podwyższenia Krzyża Świętego w Strzelcach Opolskich
Parafia Podwyższenia Krzyża Świętego w Strzelcach Opolskich – rzymskokatolicką parafią dekanatu Strzelce Opolskie. Parafia została założona 1 września 1991. Jej obecnym proboszczem jest ks. Dariusz Flak. Kościół parafialny został wybudowany w latach 1994–2001. Mieści się przy ulicy Bursztynowej.

## Proboszczowie
- ks. Zbigniew Andrzej Żukiewicz (1991–2023)
- ks. Dariusz Flak (od 2023)[1]